# Rasbora spilotaenia
Rasbora spilotaenia är en fiskart som beskrevs av Hubbs och Brittan, 1954. Rasbora spilotaenia ingår i släktet Rasbora och familjen karpfiskar. Inga underarter finns listade i Catalogue of Life.